# Liu Zhenyun
Liu Zhenyun (Yanjin, 1958) is een bekende Chinese schrijver. Veel van zijn boeken zijn verfilmd en hij heeft met zijn werken verschillende prijzen gewonnen.
Liu Zhenyun werd in 1958 geboren in Yanjin in de provincie Henan. Zijn Henanese wortels zijn in zijn werk vaak terug te zien en veel van zijn boeken spelen zich in deze provincie af. Van 1973 tot 1978 diende hij in het leger. In 1978 werd hij toegelaten tot de faculteit Chinees van de Universiteit van Peking, die wordt beschouwd als de beste universiteit van China. Na zijn afstuderen werd hij in 1982 redacteur bij het Boerendagblad (农民日报 Nóngmín rìbào)
Liu maakte voor het eerst naam met zijn korte verhaal 'Tapu' (1982), over jongeren die door de Culturele Revolutie een flink deel van hun schoolcarrière zijn misgelopen en alsnog proberen hun examen te halen. Sindsdien heeft hij vele korte verhalen en romans geschreven. Verschillende van zijn romans zijn verfilmd, door onder andere Feng Xiaogang en Liu Yulin (tevens Liu Zhenyuns dochter), en Liu Zhenyun heeft voor verschillende van deze verfilmingen het script geschreven.
In 2011 kreeg Liu de Mao Dun-literatuurprijs voor zijn roman Iemand om mee te praten (Yī jù dǐng yīwàn jù 一句顶一万句). Ook de films gebaseerd op zijn boeken hebben op vele internationale filmfestivals prijzen gekregen.
Liu is getrouwd met de advocate en mensenrechtenactiviste Guo Jianmei. Hun dochter is regisseur Liu Yulin.

## Filmbewerkingen
- Cellphone (Shǒujī 手机), 2003, reg. Feng Xiaogang, film gebaseerd op het gelijknamige boek.
- I'm Liu Yuejin (Wǒ jiào Liú Yuèjìn 我叫刘跃进), 2008, reg. Ma Liwen, film gebaseerd op het gelijknamige boek.
- Cellphone (Shǒujī 手机), 2010,  reg. Shen Yan, televisieserie in 36 afleveringen gebaseerd op het gelijknamige boek.
- Back to 1942 (1942), 2012, reg. Feng Xiaogang, film gebaseerd op het boek Terugdenken aan 1942.
- Someone to talk to (Yī jù dǐng yīwàn jù 一句顶一万句), 2016, reg. Liu Yulin, film gebaseerd op het boek Een zin die er tienduizend waard is.
- Wo bu shi Pan Jin Lian (I'm not Madame Bovary 我不是潘金莲), 2016, reg. Feng Xiaogang, film gebaseerd op het boek Ik ben geen secreet.

- Bibsys: 12013014
- Bibliothèque nationale de France: cb144037769 (data)
- CiNii: DA08602164
- Gemeinsame Normdatei: 139857893
- International Standard Name Identifier: 0000 0001 1881 1811
- Library of Congress Control Number: nr90011377
- Nationale Bibliotheek van Letland: 000221218
- Bibliotheek van het Japanse parlement: 01039027
- Nationale Bibliotheek van Tsjechië: kup20030000116568
- Nationale bibliotheek van Australië: 36730395
- Nationale Bibliotheek van Israël: 987007437382705171
- Nederlandse Thesaurus van Auteursnamen: 148293557
- Réseau des bibliothèques de Suisse occidentale: 02-A011055821
- LIBRIS: 393471
- Système universitaire de documentation: 077262182
- Trove: 1069721
- Virtual International Authority File: 113999283
- WorldCat: E39PCjKWrWymyvPR7yKhqvWbV3